# Paolo Flores d'Arcais
Paolo Flores d'Arcais és un filòsof italià. Filòsof, periodista i professor de Filosofia moral a la Universitat de Roma-La Sapienza. És director de MicroMega, revista sobre temes de pensament de referència a Europa. El 2002 va participar en el moviment cívic italià dels girotondi que donava suport als valors de la democràcia i la legalitat en reacció a la política de Berlusconi. Flores d'Arcais és ateu militant i va mantenir amb el papa Benet XVI un debat que va donar lloc al llibre ¿Dios existe? (Espasa Calpe, 2008). Publica assíduament en diaris com El País, Frankfurter Allgemeine Zeitung, Gazeta Wyborcza o Il Fatto Quotidiano i entre les seves últimes obres publicades destaquen El sobirà i el dissident (Pagès Editors, 2005) i també ¿Ateos o creyentes? (Paidós, 2009).